# 前間卓
前間 卓（まえま たかし、1971年9月30日 - ）は、佐賀県鳥栖市出身の元プロ野球選手（投手）。左投左打。

## 来歴・人物
鳥栖高では3年春に県大会決勝で9回二死までノーヒットノーラン、九州大会は準優勝。当初は筑波大への進学を希望していたが、1989年のプロ野球ドラフト会議で広島東洋カープから3位指名を受け入団。
プロ7年目の1996年に一軍初登板、初勝利を果たし、特に前半戦は先発・リリーフにフル回転の活躍を見せた。1997年オフにトレードでロッテへの移籍が決まっていたものの「野球への情熱がなくなった」、「引退後の将来が疑問」という理由からへの移籍を拒否し現役を引退した。
現在は、佐賀県鳥栖市にてTDE式頭蓋脊椎仙骨調整師として「あきぞら」を経営。

## 詳細情報

### 年度別投手成績
| 年 度     | 球 団     | 登 板 | 先 発 | 完 投 | 完 封 | 無 四 球 | 勝 利 | 敗 戦 | セ 丨 ブ | ホ 丨 ル ド | 勝 率 | 打 者 | 投 球 回 | 被 安 打 | 被 本 塁 打 | 与 四 球 | 敬 遠 | 与 死 球 | 奪 三 振 | 暴 投 | ボ 丨 ク | 失 点 | 自 責 点 | 防 御 率 | W H I P |
| --------- | --------- | ----- | ----- | ----- | ----- | -------- | ----- | ----- | -------- | ----------- | ----- | ----- | -------- | -------- | ----------- | -------- | ----- | -------- | -------- | ----- | -------- | ----- | -------- | -------- | ------- |
| 1996      | 広島      | 32    | 3     | 0     | 0     | 0        | 3     | 2     | 1        | --          | .600  | 216   | 48.2     | 47       | 3           | 26       | 0     | 1        | 30       | 2     | 1        | 22    | 21       | 3.88     | 1.50    |
| 1997      | 広島      | 6     | 0     | 0     | 0     | 0        | 0     | 0     | 0        | --          | ----  | 28    | 5.1      | 6        | 0           | 5        | 0     | 1        | 6        | 0     | 0        | 7     | 7        | 11.81    | 2.06    |
| 通算：2年 | 通算：2年 | 38    | 3     | 0     | 0     | 0        | 3     | 2     | 1        | --          | .600  | 244   | 54.0     | 53       | 3           | 31       | 0     | 2        | 36       | 2     | 1        | 29    | 28       | 4.67     | 1.56    |

### 記録
- 初登板：1996年4月5日、対中日ドラゴンズ1回戦（広島市民球場）、10回表無死に3番手として救援登板、1/3回無失点
- 初奪三振：1996年4月6日、対中日ドラゴンズ2回戦（広島市民球場）、6回表に中村武志から
- 初セーブ：1996年4月21日、対ヤクルトスワローズ3回戦（福岡ドーム）、7回裏に2番手として救援登板・完了、3回無失点
- 初先発・初勝利：1996年5月12日、対横浜ベイスターズ8回戦（広島市民球場）、5回1/3を3失点

### 背番号
- 38 （1990年 - 1995年）
- 47 （1996年 - 1997年）